# Самора, Дайси
Дайси Самора (Daisy Zamora) (20 июня 1950 года, в Манагуа, Никарагуа) — латиноамериканская поэтесса, писательница, переводчица, участница революционного движения, активистка движения за права человека, за права женщин.

## Биография
Дайси Самора родилась в обеспеченной никарагуанской семье. Окончила факультет психологии Центральноамериканского университета, работала учительницей. В 1970-е годы вступила в Сандинистский фронт национального освобождения, принимала участие в борьбе против диктатуры А. Сомосы.
После победы Сандинистской революции Самора получила пост министра культуры. В составе делегации Никарагуа участвовала во Всемирной конференции по политике в области культуры (1982).
Была удостоена Национальной поэтической премии Никарагуа имени Мариано Фиаллоса Хиля. Отмечена Никарагуанским центром писателей за ценный вклад в никарагуанскую литературу и названа женщиной-писателем года Национальной ассоциацией художников Никарагуа. В США она получила стипендию Калифорнийского совета искусств за поэзию.
В течение нескольких лет вела семинары по поэзии в ряде университетов и колледжей США, а также была лектором по латиноамериканской культуре и литературе на факультете латиноамериканских исследований в Калифорнийском университете в Санта-Крус, частном Университете Сан-Франциско (USF) и в настоящее время в университете штата в Сан-Франциско.
Также была членом жюри Нейштадтской литературной премии.
Первый муж — Дионисио Маренко, также участник Сандинистской революции. Она развелась с ним через 10 лет, вышла замуж во второй раз. Дайси Самора живёт в Манагуа и в Сан-Франциско с третьим мужем — американским писателем Джорджем Эвансом и детьми.

## Произведения
- En limpio se escribe la vida
- La violenta espuma
- Tierra de Nadie, Tierra de Todos
- El autor y su obra: «poesía y vida»
- Fiel al corazón: poemas de amor
- Hacia una política cultural de la Revolución Popular Sandinista

### В переводе на русский
- «Это был отставший отряд» (стихотворение) // антология «Первый дождь. Стихи и рассказы никарагуанских писателей» в переводе П. Грушко — М.: Известия, 1987. — Серия: Библиотека журнала «Иностранная литература»
- «Когда мы вернёмся» (стихотворение) // там же
- «Для Дионисио» (стихотворение) // там же